# Ashley Argota
Ashley Argota (Redlands, California, 9 de enero de 1993) es una actriz estadounidense de padres filipinos, conocida por el papel como Lulu en el sitcom True Jackson, VP de Nickelodeon. También participó como Kelly Peckinpaw en Bucket & Skinner's Epic Adventures en Nickelodeon.

## Carrera
Es conocida por su papel de Lulu en la comedia de Nickelodeon, True Jackson, VP. También fue un concursante en el Salón de Arsenio alojada en búsqueda de la estrella de la CBS en 2003. Comenzó a actuar a la edad de 14 años. Su carrera profesional comenzó en 2007, cuando protagonizó una película independiente titulada Educada.
Ella también apareció como celebridad en Nickelodeon en un episodio de la serie BrainSurge durante el cual perdió durante una ronda de muerte súbita con Jerry Trainor. Ella apareció de nuevo en 2011 con otros varios famosos de Nickelodeon y ganó.
Como cantante, ha lanzado dos álbumes independientes Dreams Come True (2006) y Ashley (2008).

## Vida personal
Nació y se crio en Redlands, California, con toda su familia incluyendo a sus padres. Argota está asistiendo a la New York University, con especialización en enfermería.

## Filmografía
| Año  | Título                    | Personaje     | Notas                                      |
| ---- | ------------------------- | ------------- | ------------------------------------------ |
| 2007 | Schooled                  | Soomi Alverez | Película independiente                     |
| 2014 | Knockdown Stylish         | Erin          | Protagonista, película                     |
| 2014 | How to Build a Better Boy | Nevaeh Barnes | Antagonista, película de TV Disney Channel |
| 2016 | All Hallows' Eve          | Sarah Ettels  |                                            |

| Año       | Título                             | Personaje       | Notas                                                                     |
| --------- | ---------------------------------- | --------------- | ------------------------------------------------------------------------- |
| 2008      | iCarly                             | Kathy           | Un episodio: Mi maestra está enferma de amor ("iHave a Lovesick Teacher") |
| 2008—2011 | True Jackson, VP                   | Lulu            | Coprotagonista, serie de TV Nickelodeon                                   |
| 2009—2011 | BrainSurge                         | Ella misma      | Dos episodios, programa de concursos Nickelodeon                          |
| 2011—2012 | Bucket & Skinner's Epic Adventures | Kelly Peckinpaw | Coprotagonista, serie de TV Nickelodeon                                   |
| 2012      | The Troop                          | Mazie           | Episodio: "Road Trip"                                                     |
| 2012      | Figure It Out                      | Ella misma      | Concursante, programa de concursos, Nickelodeon                           |
| 2012      | Baby Daddy                         | Ava             | Estrella invitada. Un episodio, serie de TV ABC Family                    |
| 2014      | Austin & Ally                      | Elle            | Un episodio: Glee Clubs & Glory, serie de TV Disney Channel               |
| 2014      | The Fosters                        | Lou             | Estrella invitada. Seis episodios, serie de TV ABC Family                 |
| 2014      | Lab Rats                           | S-1/Taylor      | Estrella invitada. Dos episodios, serie de TV Disney XD                   |
| 2014      | Chasing Life                       | Kristina        | Estrella invitada. Un episodio, serie de TV ABC Family                    |
| 2016      | Girl Meets World                   | Nikki           |                                                                           |

## Discografía
- 2006: Dreams Come True
- 2008: Ashley
- 2012: Weekend